# Iglesia de Nama

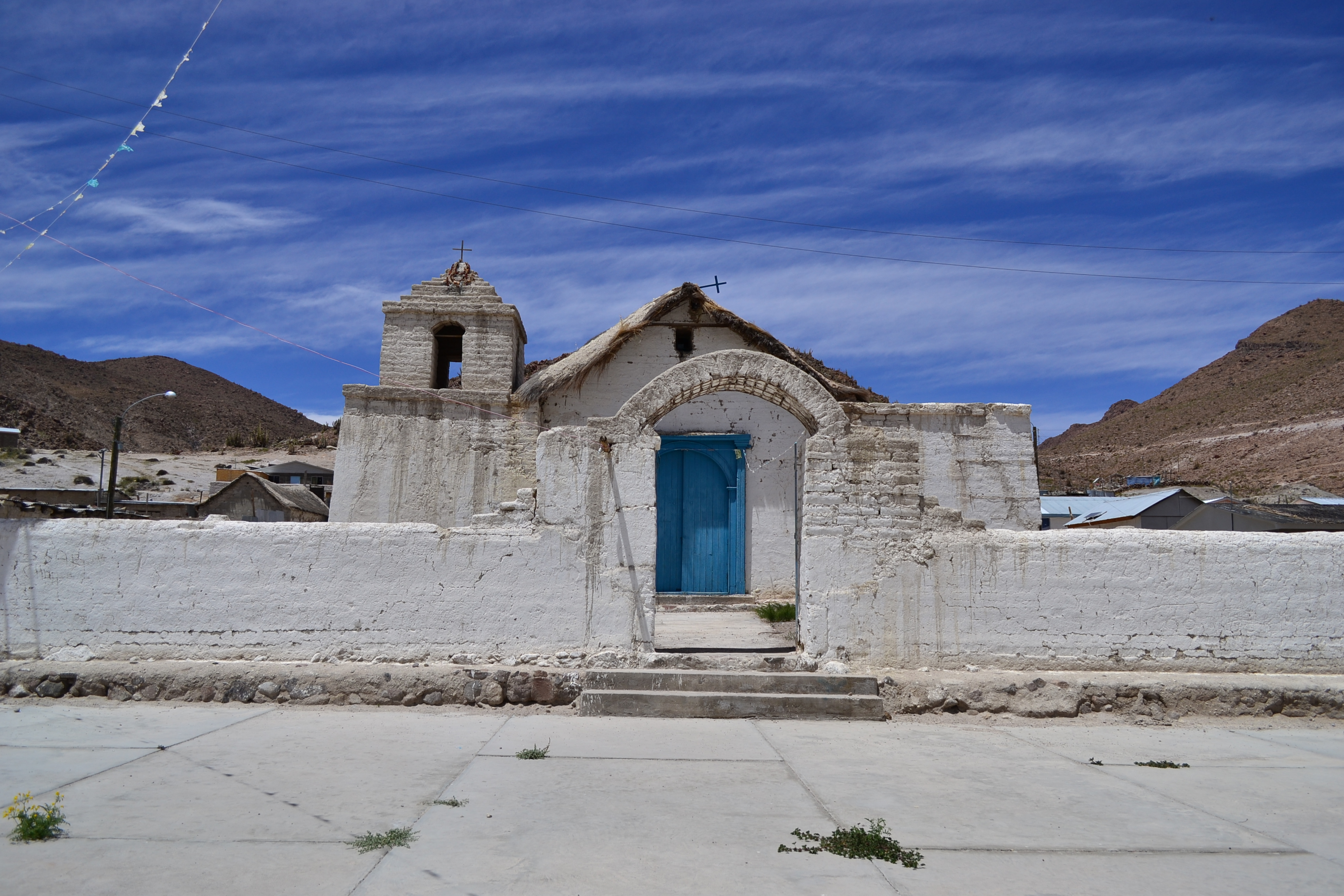
Muro perimetral con la iglesia de fondo

La iglesia de Nama, conocida también como iglesia Chilena, se ubica en la localidad de Nama en la región de Tarapacá, Chile. Se construyó en el siglo XIX y posee un estilo barroco andino. Fue declarada Monumento Nacional de Chile, en la categoría de Monumento Histórico, mediante el Decreto Exento n.º 1778, del 24 de noviembre de 2005.

## Historia
La localidad de Nama se encuentra en la quebrada de Suca, 240 kilómetros al noroeste de Iquique. Además se ubica en la precordillera de los Andes, 3013 metros sobre el nivel del mar, y pertenece a la comuna de Camarones. La comunidad aimara de Parcohailla posee raíces asociadas a la cultura tiahuanaco. Durante la invasión española se produjo un proceso de sincretismo en el cual la población adoptó la religión católica. Una de las fiestas más importantes en Nama es la Cruz de Mayo. La iglesia se construyó —según una inscripción en la campana— en 1870, y se advocó al Espíritu Santo. Se edificación fue posterior a la de otras iglesias de la zona, incluso a la misma capilla de Nama, si bien mantiene el estilo y la arquitectura de las iglesias altiplánicas. El templo poseía dos torres campanario, pero el terremoto de Tarapacá de 2005 casó que se derrumbaran. La comunidad reconstruyó una de las torres usando los mismos materiales que la original, adobe.
En 2007, la fundación Altiplano, financiada por el programa «Puesta en Valor del Patrimonio» de la Subsecretaría de Desarrollo Regional y Administrativo, anunció la restauración completa del monumento. Hasta el 2012 el proyecto sigue pendiente.

## Descripción
El monumento está compuesto por una sola nave, el atrio, el campanario adosado a la iglesia y el muro perimetral que circunda el área. La iglesia está hecha de adobe y posee muros de gran espesor. En su arquitectura predominan los volúmenes limpios y líneas simples. Dentro de la construcción se encuentra el altar mayor, con un retablo de madera policromada sobre una base de piedra y tierra. En cada uno de los tres accesos hay un pórtico de madera, en cuyos extremos se ubican columnas del mismo material.